# باول مايلز
باول مايلز (بالإنجليزية: Paul Miles)‏ هو سياسي أسترالي، ولد في 16 فبراير 1963 في ويمبلدون في المملكة المتحدة. حزبياً، نشط في الحزب الليبرالي الأسترالي. وقد انتخب عضو الجمعية التشريعية لأستراليا الغربية.